# Phu Quoc

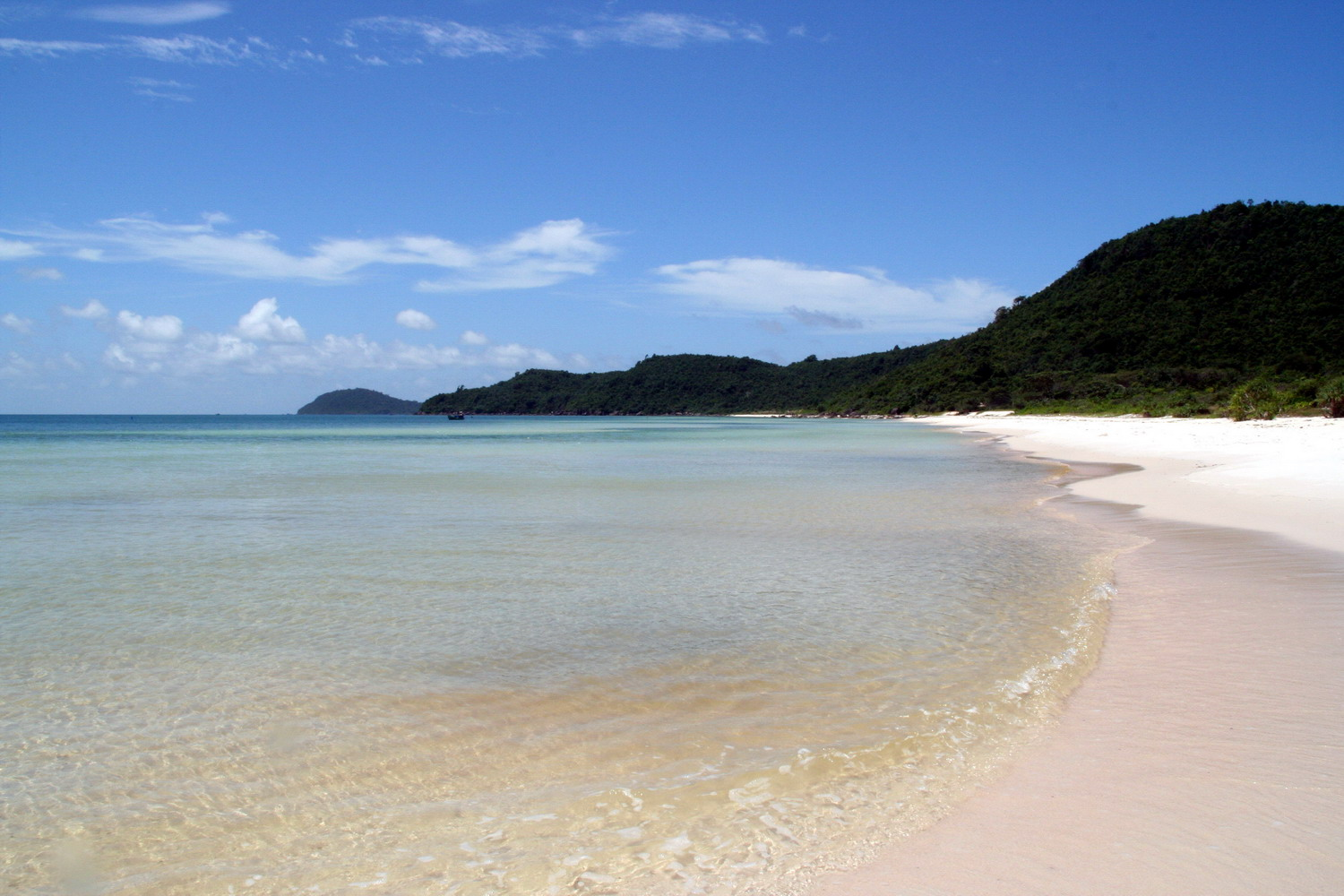
Phu Quoc

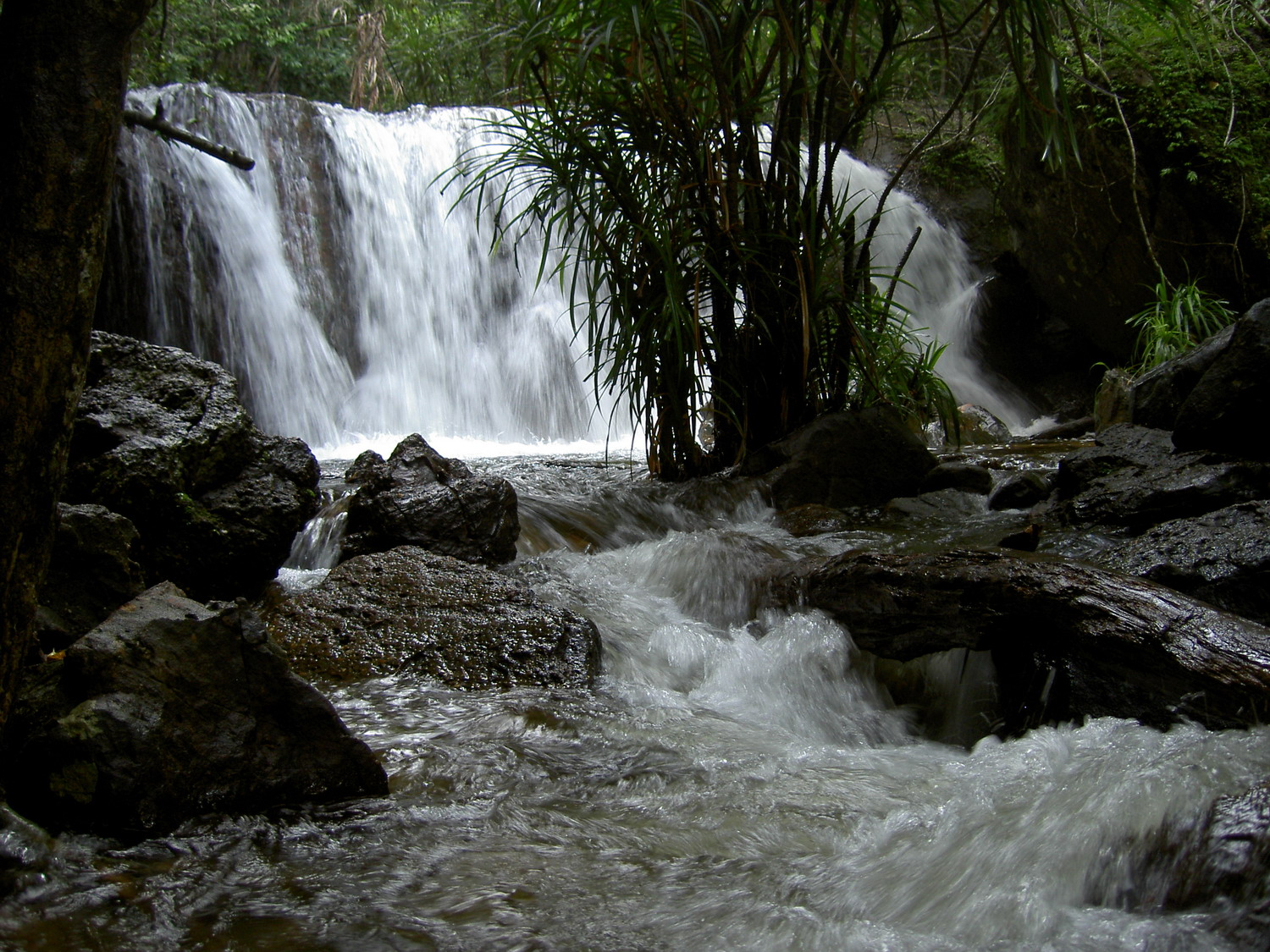
Phu Quoc

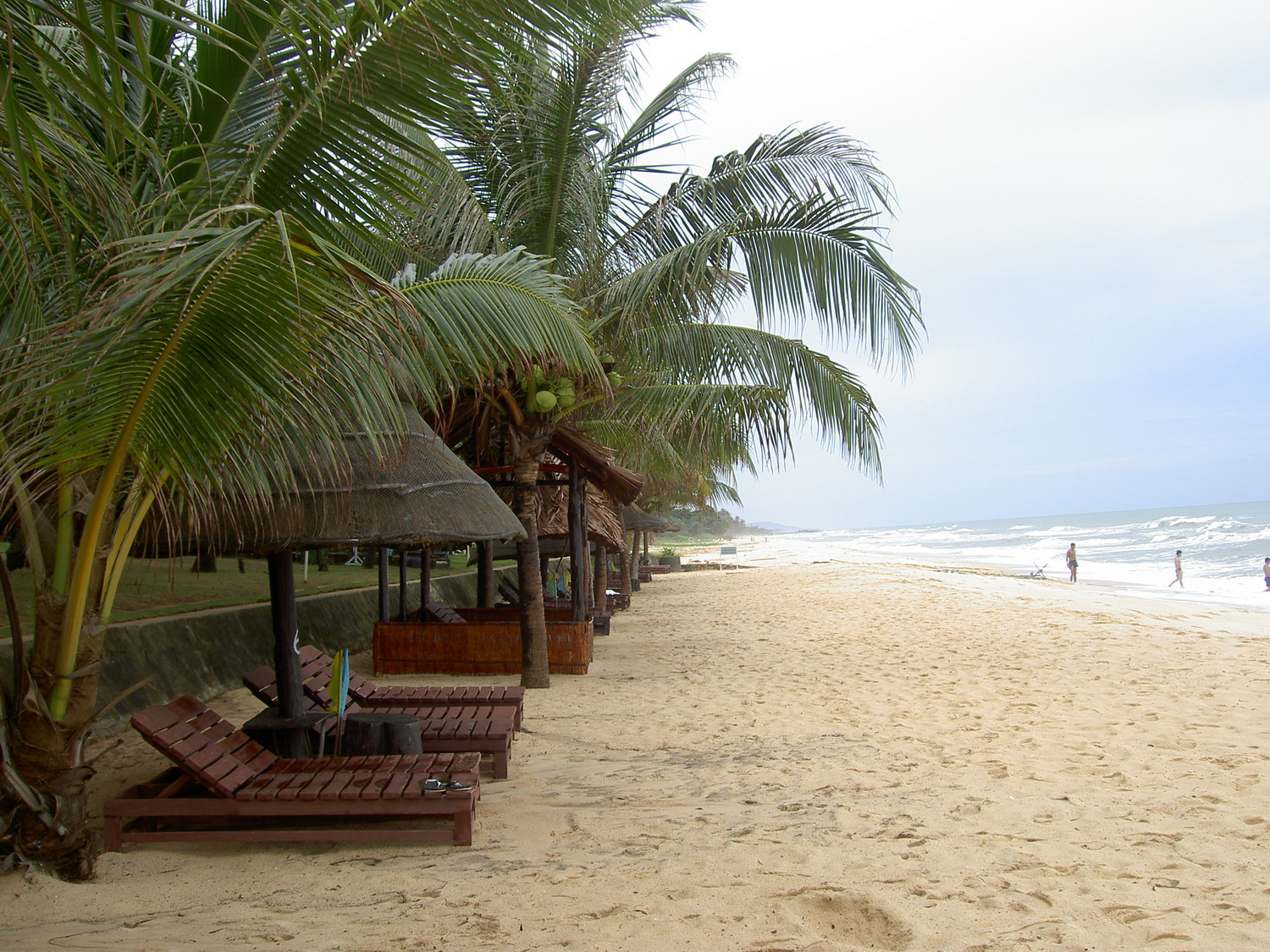
Phu Quoc

Phu Quoc este cea mai mare insulă din Vietnam, 574 km2. Este un cartier de Kien Giang. Acesta este la 44 km de continentul vietnamez (Ha Tien). Există mai multe plaje și stațiuni aici. Aceasta este o destinație populară pentru turiști. Există două aeroporturi pe această insulă (aeroportul internațional este în construcție).